# Orthokeratologie-lens

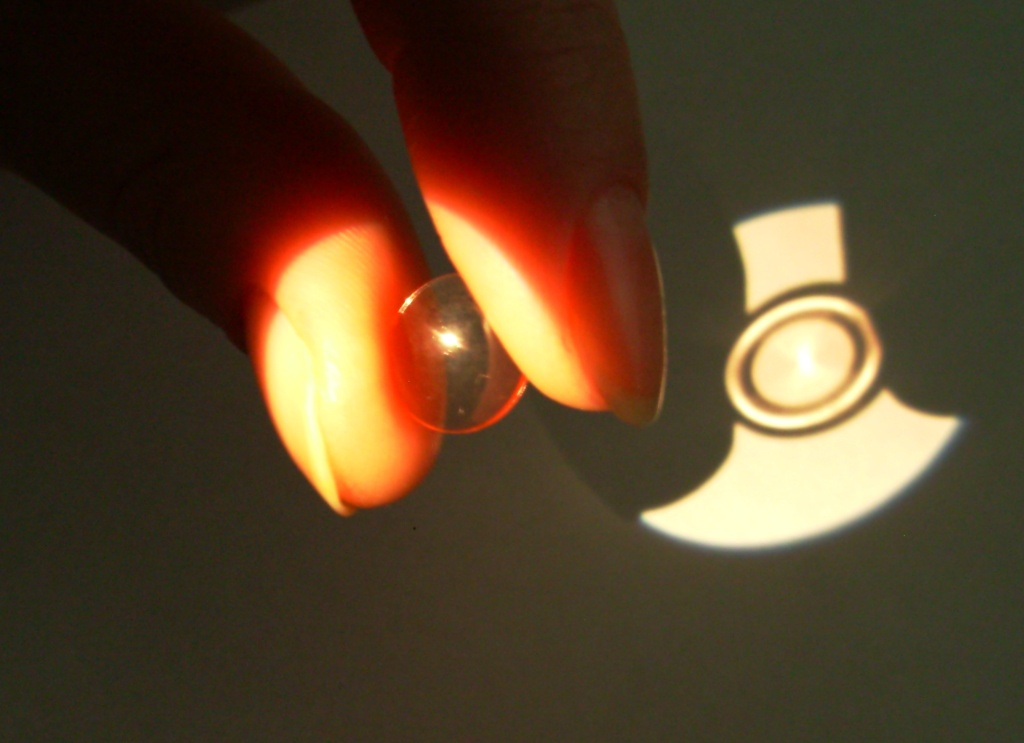
Een Orthokeratologie-lens

Orthokeratologie-lenzen (vaak afgekort tot ortho-k lenzen, ook wel bekend als nachtlenzen) zijn contactlenzen die worden gedragen terwijl de cliënt slaapt. Door de orthokeratologische werking van de lenzen wordt 's nachts de refractieafwijking van het oog gecorrigeerd door het hoornvlies als het ware in de juiste vorm te 'duwen'.

## Werking
Een orthokeratologie-lens werkt door de buitenste laag van het hoornvlies (epitheel) af te vlakken in het centrum, terwijl deze in de periferie juist dikker wordt gemaakt. Het gaat hier om dikteverschillen van ongeveer 20 micrometer. Doordat het hoornvlies hierdoor wordt afgevlakt worden de lichtstralen minder sterk gebroken, waardoor de bijziendheid afneemt. Omdat de werking niet in de andere richting uitgevoerd kan worden kunnen dus alleen bijzienden gebruikmaken van de ortho-k lens. Voor verzienden (die dus een plus-sterkte in hun bril dragen) is het dragen van de ortho-k lens dus geen optie. 

## Gebruik
De drager zet de lenzen voor het slapen gaan in. Gedurende de slaap (welke minimaal 6 uur onafgebroken moet duren voor een goede werking) duwt de lens als het ware het hoornvlies in een iets andere vorm. Door het aanpassen van de vorm van het hoornvlies wordt de refractieafwijking gecorrigeerd. Wanneer de drager 's ochtends opstaat, worden de lenzen uit de ogen gehaald, gereinigd en opgeborgen in de daarvoor bestemde houder met door de contactlensspecialist aanbevolen vloeistof.
Omdat ortho-k lenzen een andere werking hebben dan de meer 'passieve' contactlenzen, dient de drager gedisciplineerd de instructies van de contactlensspecialist op te volgen en het uitgebreide controleschema strak te hanteren. Na de eerste nacht met de lenzen geslapen te hebben komt de drager vóór 12:00 uur in de middag al op controle bij de specialist. De tweede controle is dan weer na een week, en na 3 weken is de derde controle. Vanaf dat moment kan de drager (zolang het resultaat stabiel blijft) de lenzen dagelijks blijven gebruiken, in ieder geval tot de volgende controle, welke elk halfjaar wordt aanbevolen. 

### Staking van het gebruik
De drager moet onmiddellijk het gebruik van de lenzen staken wanneer één van onderstaande symptomen optreedt:
- Bij rode ogen of pijn direct na het inzetten, tijdens de nacht of na het uitnemen van de lenzen. Lichte irritatie is in de gewenningsperiode normaal, pijn daarentegen is een waarschuwing.
- Wanneer de lenzen, ondanks juist onderhoud, veel afzetting van eiwitten vertonen.
- Wanneer het zicht overduidelijk wazig is.
- Wanneer de lenzen sterk zichtbaar vervuild zijn.
- Wanneer het zicht plotseling en/of fors verminderd is.

Indien één van deze symptomen optreedt, dient de drager gelijk contact op te nemen met de contactlensspecialist zodat hij hierop actie kan ondernemen. 

## Contra-indicaties
Bij het aanpassen van ortho-k lenzen dient de contactlensspecialist rekening te houden met een aantal mogelijke contra-indicaties. De belangrijkste is de sterkte. Grofweg kunnen sterktes tussen de -0,50 en -4,50 dioptrieën middels ortho-k gecorrigeerd worden. Daarnaast gelden de volgende contra-indicaties :
- Ortho-k lenzen zijn niet geschikt voor personen met ontstekingsgevoelige ogen en/of oogleden. Ook andere infectieziekten aan de ogen vormen een duidelijke contra-indicatie.
- Personen die eerdere oogtrauma's hebben opgelopen waardoor de centrale zone van het hoornvlies wat littekens bevat zijn niet geschikt voor ortho-k lenzen.
- Tijdens flinke verkoudheid of griep is het ook niet aan te bevelen de lenzen te dragen.
- Gebrek aan discipline omdat hierdoor het noodzakelijke onderhoud van de lenzen in het gedrang komt.

## Nachtlenzen
De naam Nachtlens is een merknaam van de contactlensfabrikant Menicon uit Emmen. Echter zijn er diverse fabrikanten die een ortho-k lens hebben uitgebracht. Vanwege de zeer duidelijke en beschrijvende naam worden deze lenzen, vaak ten onrechte, nachtlenzen genoemd. Andere merken ortho-k lenzen zijn bijvoorbeeld DreamLite en Ortho-K M&M.